# Церква Чуда Архангела Михаїла (Черемошна)
Церква Чуда Архангела Михаїла (Черемошна) — діюча гуцульська дерев'яна церква в Верховинського деканату Коломийської єпархії Православної церкви України с. Черемошна Івано-Франківської області, Україна, пам'ятка архітектури національного значення.

## Історія
Церква розташована в центрі села, на схилі пагорба біля цвинтаря, збудована в 1927 році після пожежі, яка зруйнувала попередню церкву села. Освятили церкву в 1929 році. Первинно церква належала УГКЦ, про що свідчить, що на території її кладовища похований греко-католицький парох села о. Льонгин Білінкевич. Церква була перекрита бляхою. З 1959 по 1962 рік церква не функціонувала. Будівля церкви охоронялась як пам'ятка архітектури Української РСР (№ 1151). У 1982—1983 роках церкву розписав художник з Тернополя В. Харченко. 
Дах храму перекрили в 1999—2002 роках.
2010 році в храмі встановлене твердопаливне опалення.
Церква належить до Коломийської єпархії ПЦУ. До парафії також входять жителі сіл Полянки, Яблуниця, .

## Священники храму
о. Іван Павликевич — (1880—1889), 
о. Іван Гошоватюк — (1886—1887), 
о. Андрій Завадський — (1888—1889), 
о. Андрій Завадський — (1889—1890), 
о. Льонгин Білінкевич — (1890—1898 рр.), 
о. Ілля Григорчук — (1890—1892 рр.), 
о. Антін Одіжинський — (1892—1894), 
о. Софрон Глібовецький — (1894—1896 рр.), 
о. Іван Ткачкевиць — (1896—1898 рр.), 
о. Іван Бранкевич — (1898—1899 рр.), 
о. Антоній Левицький — (1899—1916 рр.), 
о. Березюк — (1916—1923 рр.), 
о. Степан Антимович — (1923—1932), 
о. Антоній Наконечний — (1932—1942 рр.), 
о. Глібовецький — (1942—1944 рр.), 
о. Хортик — (1944 р.), 
о. Глібовецький — (1944—1946 рр.), 
о. Якимишин — (1946—1959 рр.), 
о. Дмитро Поторак — (1962—1978 рр.), 
о. Нестор — (1978—1980 рр.), 
о. Василь Гавриляк — (1980—1981 рр.), 
о. Микола — (1981—1982 рр.), 
о. Дмитро Стефлюк — (1982—1983 рр.), 
о. Михайло Купчак — (1984—1989 рр.), 
о. Василь Петльоха — (1989—1991 рр.), 
о. Василь Стефанців — (1991—1999 рр.), 
о. Роман Василевич — (1999—2000 рр.), 
о. Василь Попадюк — (з 2000 р.).

## Архітектура
Церква належить до гуцульського типу церков, хрещата в плані з великою квадратною навою та невеликими зрубами бокових рамен, в яких є бічні входи. До вівтаря прибудована рівноширока ризниця, а до бабинця - притвор. Церква оточена широким опасанням, яке лежить на вінцях зрубів та над яким стіни оббиті дерев'яною вагонкою. Баня церкви розташована на восьмисторонній основі, яка в свою чергу розташована на зрубі нави. Бокові дахи церкви двоскатні з маківками.

## Дзвіниця
Коло церкви розташована двоярусна дерев'яна квадратна дзвіниця, яка входить до складу пам'ятки. Нижній ярус зі зрубу, а верхній каркасного типу з  голосниками.